# Marchesi di Fosdinovo
Il marchesato di Fosdinovo fu costituito nel 1355 con l'investitura concessa dall'imperatore Carlo IV ai discendenti di Spinetta Malaspina il Grande (1282-1352) e si estinse nel 1797 con l'abolizione dei feudi imperiali avvenuta in Italia con il decreto napoleonico del 2 luglio. In verità, l'ultimo marchese di Fosdinovo ritornò al potere per qualche tempo dopo la suddetta normativa, fino al 1802, anno in cui fu costretto ad allontanarsi dall'avito staterello ed andare in esilio a Pisa.
Dal 1441 i Marchesi avevano ingrandito il loro Stato ottenendo Massa ed estendendo il marchesato fino al mare. I destini di Fosdinovo e Massa si separarono però quando quest'ultima fu ereditata da Ricciarda Malaspina (il feudo di Massa era ereditabile anche in linea femminile)  a inizio Cinquecento.

## Marchesi di Fosdinovo (1355-1797)[2]
| N° | Titolo           | Nome                         | Dal       | Al        | Consorte e note |
| 1  | Signore          | Spinetta Malaspina il Grande | 1340      | 1352      | Beatrice Visconti |
| 2  | Signore Marchese | Galeotto I                   | 1352 1355 | 1355 1367 | Argentina Grimaldi |
| 3  | Marchese         | Gabriele I                   | 1367      | 1390      | |
| 4  | Marchese         | Spinetta II                  | 1393      | 1398      | Giovanna Gambacorti, Margherita Barbiano dei Conti di Cunio (reggente dal 1398 al 1410); duca di Gravina in Puglia dal 1385 |
| 5  | Marchese         | Antonio Alberico I           | 1398      | 1445      | Giovanna Malaspina di Fivizzano; signore di Massa (1442-1445)                                                               |
| 6  | Marchese         | Giacomo (Jacopo) I           | 1445      | 1467      | Taddea Pico; signore di Massa (1445-1481) e di Carrara (1473-1481)                                                          |
| 7  | Marchese         | Gabriele II                  | 1467      | 1508      | Bianca Malaspina di Castel dell'Aquila                                                                                      |
| 8  | Marchese         | Lorenzo                      | 1508      | 1533      | Teodosia Mattea Malaspina di Gragnola; governò insieme a Galeotto II fino al 1523                                           |
| 9  | Marchese         | Galeotto II                  | 1508      | 1523      | Zaffira Pio di Carpi |
| 10 | Marchese         | Giuseppe                     | 1533      | 1565      | Aloisia Doria (reggente dal 1565 al 1573)                                                                                   |
| 11 | Marchese         | Andrea                       | 1565      | 1610      | Vittoria Di Negro |
| 12 | Marchese         | Giacomo (Jacopo) II          | 1610      | 1663      | Maria Grimaldi della Rocca                                                                                                  |
| 13 | Marchese         | Pasquale                     | 1663      | 1669      | Maria Maddalena Centurione                                                                                                  |
| 14 | Marchese         | Ippolito                     | 1669      | 1671      | Cristina Adelaide Pallavicino di Franosa (reggente dal 1671 al 1691)                                                        |
| 15 | Marchese         | Carlo Francesco Agostino     | 1671      | 1722      | Maria Caterina Santinelli                                                                                                   |
| 16 | Marchese         | Gabriele III                 | 1722      | 1758      | Angelica Maria Pallavicino, Isabella Orsucci (reggente dal 1758 al 1759)                                                    |
| 17 | Marchese         | Carlo Emanuele               | 1758      | 1797 1802 | Eugenia Pinelli Salvago |

L'ultimo feudatario, morto in Pisa nel 1808 (gli altri marchesi decedettero sempre a Fosdinovo), fu mecenate e uomo colto: si circondò di artisti, ampliando la biblioteca del castello. Ristrutturò l'antico teatro (1770) e promosse la nascita di compagnie teatrali. Nel 1789 fece costruire il fosso con il preciso scopo di dotare Fosdinovo di un'arena per giocare al pallone fiorentino. Nel 1797, dimostrandosi favorevole all'abolizione dei feudi imperiali in Italia, aderì al decreto napoleonico del 2 luglio che mise, di lì a poco, fine al marchesato dei Malaspina a Fosdinovo e nell'intera Lunigiana. Dopo un breve ritorno al potere fino al 1802, fu costretto ad abbandonare per sempre Fosdinovo perché ricercato dalle autorità della Repubblica Cisalpina.

## Linea di successione dei marchesi di Fosdinovo
|                        |                        |                        |                                |                                      |                         |                         |
|                        | Gabriele               |                        |                                |                                      |                         |                         |
|                        |                        |                        |                                |                                      |                         |                         |
|                        |                        |                        |                                |                                      |                         |                         |
| Spinetta I 1340 – 1352 | Spinetta I 1340 – 1352 | Azzolino II            | Azzolino II                    |                                      |                         |                         |
|                        |                        |                        |                                |                                      |                         |                         |
|                        |                        |                        |                                |                                      |                         |                         |
|                        |                        | Galeotto I 1352 – 1367 |                                |                                      |                         |                         |
|                        |                        |                        |                                |                                      |                         |                         |
|                        |                        |                        |                                |                                      |                         |                         |
|                        | Gabriele I 1367 – 1390 | Gabriele I 1367 – 1390 | Spinetta II 1393 – 1398        | Spinetta II 1393 – 1398              |                         |                         |
|                        |                        |                        |                                |                                      |                         |                         |
|                        |                        |                        |                                |                                      |                         |                         |
|                        |                        |                        | Antonio Alberico I 1398 – 1445 |                                      |                         |                         |
|                        |                        |                        |                                |                                      |                         |                         |
|                        |                        |                        |                                |                                      |                         |                         |
|                        |                        | Giacomo I 1445 – 1467  | Giacomo I 1445 – 1467          | Gabriele II 1467 – 1508              | Gabriele II 1467 – 1508 |                         |
|                        |                        |                        |                                |                                      |                         |                         |
|                        |                        |                        |                                |                                      |                         |                         |
|                        |                        |                        | Lorenzo 1508 – 1533            | Lorenzo 1508 – 1533                  | Galeotto II 1508 – 1523 | Galeotto II 1508 – 1523 |
|                        |                        |                        |                                |                                      |                         |                         |
|                        |                        |                        |                                |                                      |                         |                         |
|                        |                        |                        | Giuseppe 1533 – 1565           |                                      |                         |                         |
|                        |                        |                        |                                |                                      |                         |                         |
|                        |                        |                        |                                |                                      |                         |                         |
|                        |                        |                        | Andrea 1565 – 1610             |                                      |                         |                         |
|                        |                        |                        |                                |                                      |                         |                         |
|                        |                        |                        |                                |                                      |                         |                         |
|                        |                        |                        | Giacomo II 1610 – 1663         |                                      |                         |                         |
|                        |                        |                        |                                |                                      |                         |                         |
|                        |                        |                        |                                |                                      |                         |                         |
|                        |                        | Pasquale 1663 – 1669   | Pasquale 1663 – 1669           | Ippolito 1669 – 1671                 | Ippolito 1669 – 1671    |                         |
|                        |                        |                        |                                |                                      |                         |                         |
|                        |                        |                        |                                |                                      |                         |                         |
|                        |                        |                        |                                | Carlo Francesco Agostino 1671 – 1722 |                         |                         |
|                        |                        |                        |                                |                                      |                         |                         |
|                        |                        |                        |                                |                                      |                         |                         |
|                        |                        |                        |                                | Gabriele III 1722 – 1758             |                         |                         |
|                        |                        |                        |                                |                                      |                         |                         |
|                        |                        |                        |                                |                                      |                         |                         |
|                        |                        |                        |                                | Carlo Emanuele 1758 – 1797           |                         |                         |

## Altre notizie

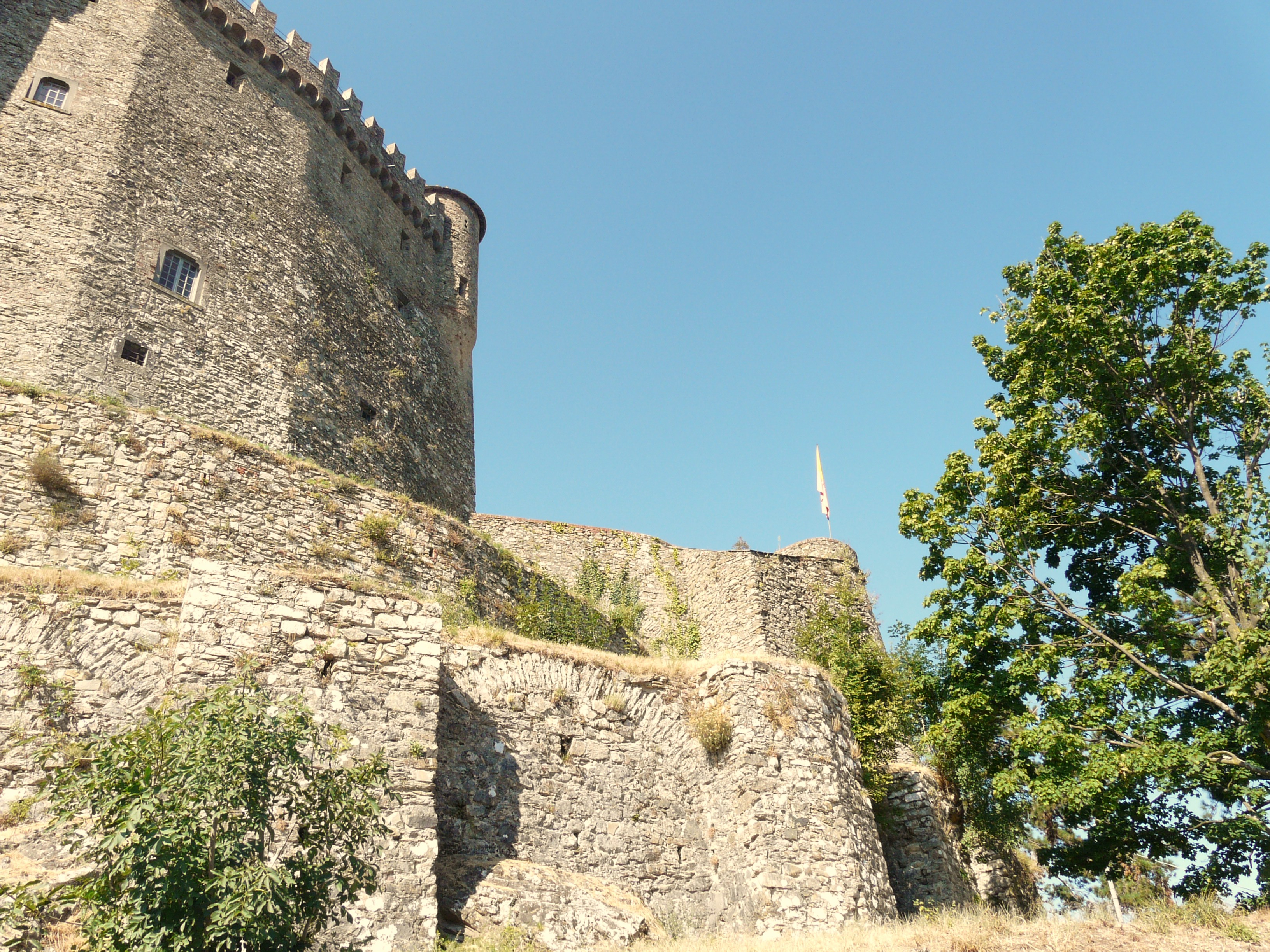
Il castello di Fosdinovo

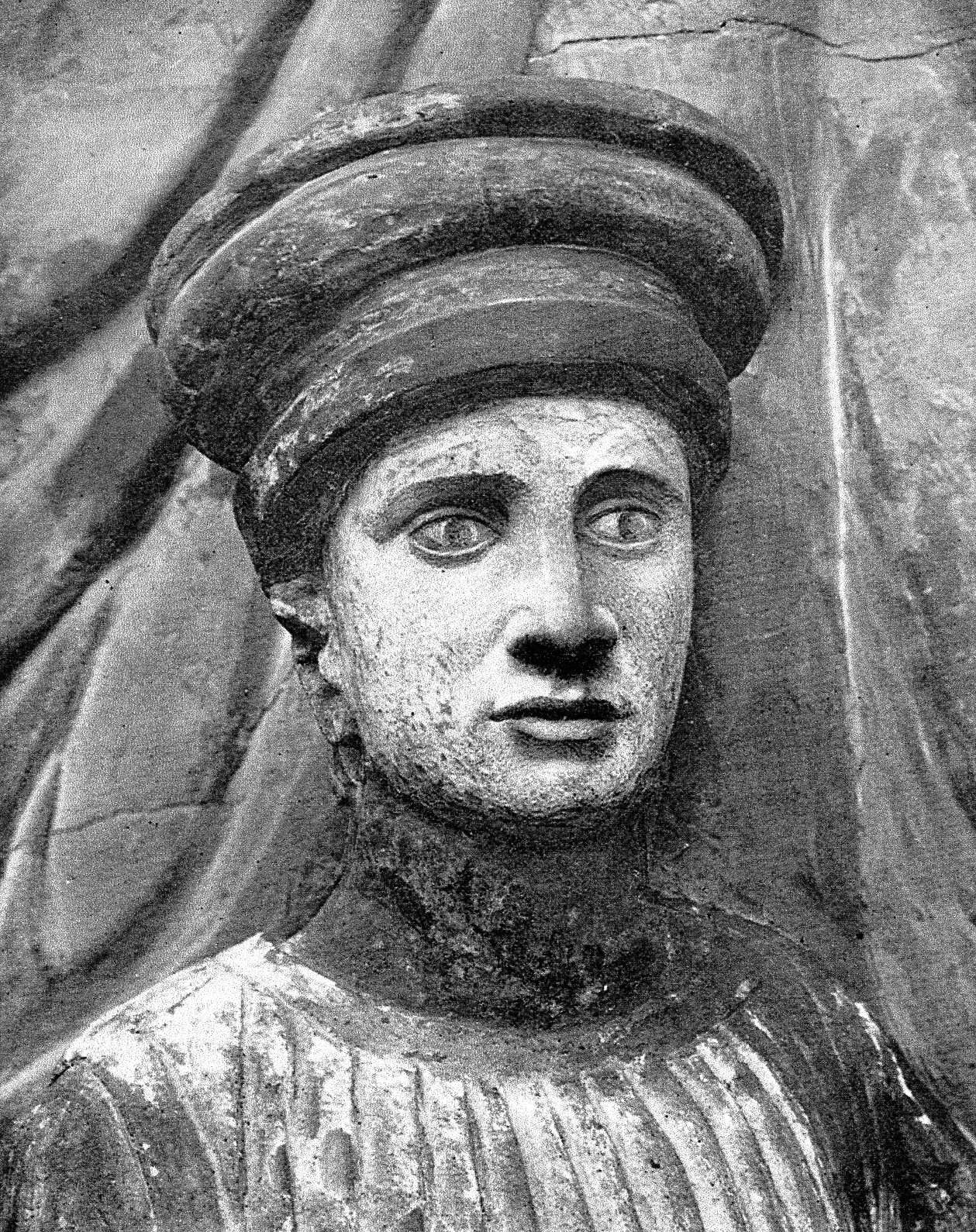
Spinetta Malaspina
(Victoria and Albert Museum, Londra)

- 16 sono stati i marchesi che si succedettero nel feudo di Fosdinovo dal 1355 al 1797 (442 anni). In media regnarono poco meno di 28 anni ciascuno.
- 12 sono state le generazioni di marchesi Malaspina che si avvicendarono al potere, sempre nello stesso arco di tempo. Sono meno del numero dei marchesi perché in alcune circostanze il titolo passò al fratello piuttosto che al figlio. In media ogni generazione dei Malaspina ha regnato quasi 37 anni.
- 1 è stato il vuoto di potere: tra il 1390 ed il 1393 (dalla morte di Gabriele I all'inizio del marchesato di Spinetta II)
- Gabriele: questo fu il nome più usato dai feudatari di Fosdinovo (tre volte). Seguono Spinetta, Galeotto e Giacomo (Jacopo) con due volte a testa (sebbene il primo Spinetta non fosse marchese)
- Il marchesato più lungo è stato quello di Giacomo (Jacopo) II che regnò dal 1610 al 1663 (53 anni); seguirono Carlo Francesco Agostino (51 anni) ed Antonio Alberico I (47 anni).
- Il marchesato più breve è stato quello di Ippolito che regnò dal 1669 al 1771 (2 anni); seguirono Spinetta II (5 anni) e Pasquale (6 anni).
- Seppur non venga spesso riconosciuto, anche Gabriele e Guglielmo, fratelli di Galeotto Malaspina, furono marchesi di Fosdinovo. Infatti nel 1355 Carlo IV concesse il titolo di marchesi agli eredi di Spinetta Malaspina il Grande e sia Galeotto sia Guglielmo sia Gabriele lo erano, essendo ugualmente nipoti del condottiero. Nel 1359 il vescovo di Luni Gabriele scomparve e da quel momento Galeotto e Guglielmo rimasero gli unici eredi e si spartirono nel 1361 le terre dello zio. Fosdinovo e il suo marchesato andarono al solo Galeotto e così la storiografia, quasi sempre, indica tale data come inizio del marchesato di Galeotto e non attribuisce il titolo a Guglielmo. Se considerassimo anche i marchesati di Guglielmo e di Gabriele, i marchesi sarebbero 18. Inoltre i marchesati di Gabriele e Guglielmo sarebbero tra i più brevi (rispettivanente 4 e 6 anni).
- Lorenzo Malaspina e Galeotto II Malaspina sono stati gli unici due marchesi di Fosdinovo che regnarono insieme, almeno fino alla morte del secondo (1523).
- Nella storia del marchesato si può ricordare almeno una rinuncia al titolo sovrano: si tratta di Ippolito Malaspina, figlio di Giuseppe e fratello di Andrea (da non confondere con il figlio di Giacomo (Jacopo) II e fratello di Pasquale, che effettivamente regnò). Egli lasciò la carica ed intraprese invece la carriera militare, facendo parte dell'Ordine dei Cavalieri di Malta e diventando ammiraglio, balì di Napoli, generale delle galee pontificie, e, infine, gran maestro dell'Ordine.
- Giacomo (Jacopo) I e Carlo Emanuele furono gli unici marchesi Malaspina di Fosdinovo ad aver ricusato il rango marchesale dopo averlo accettato (nel 1467 e nel 1797), seppur per ragioni e in tempi assai diversi; Carlo Emanuele fu tra i due, però, l'unico che se ne rimpossessò con la forza e che poi lo riperse nuovamente (1802). Entrambi, inoltre, sono stati gli unici marchesi morti in un luogo diverso da Fosdinovo (il primo a Massa e il secondo a Pisa).[10]
- Grimaldi e Pallavicino: da queste famiglie i marchesi di Fosdinovo scelsero per ben due volte le loro consorti (Argentina e Maria Grimaldi; Cristina Adelaide e Maria Cristina Pallavicino). Inoltre, per ben tre volte, le loro spose appartennero ad altri rami dei Malaspina (Giovanna, Bianca e Teodosia Mattea, tra il 1398 e il 1533).
- 4 furono le marchese reggenti: Margherita Barbiano dei conti di Cunio, Aloisia Doria, Cristina Adelaide Pallavicino e Isabella Orsucci. Con 20 anni di governo (1671-1691), Cristina Adelaide Pallavicino è stata la reggente più longeva del marchesato di Fosdinovo, seguita da Margherita Barbiano dei Conti di Cunio e dai suoi 12 anni di facente funzione (1398-1410). Da notare che, in due casi su quattro, le reggenti erano mogli di seconde nozze.
- 2 sono le volte in cui un marchese si risposò: capitò a Spinetta II (Giovanna Gambacorti e Margherita Conti di Cunio) e Gabriele III (Angelica Maria Pallavicino e Isabella Orsucci)
- 16 furono le marchese, di cui 14 di primo matrimonio e 2 di secondo